# 长安银行
长安银行（英文：Chang'an Bank）是一家总部设在陕西省西安的商业银行。陕西省政府於2008年10月拍板决定將省內2家城商行和3家城信社整合，結合為長安銀行，它們分別是宝鸡市商业银行、咸阳市商业银行、渭南市城市信用社、汉中市城市信用社和榆林市城市信用社。2009年7月1日，中國银监会正式批准长安银行采用合併方式成立。長安銀行最終於2009年7月31日正式掛牌營業。2009年10月份在中央国债登记结算有限责任公司办理了乙类债券账户的开户手续。2018年2月13日获陕西省银监会批准开办信用卡发卡业务。

## 主要股東
- 陕西延长石油（集团）有限责任公司 - 持股20%
- 陕西煤业化工集团有限责任公司 - 持股20%
- 陕西有色金属控股集团有限责任公司 - 持股12%
- 陕西东岭工贸集团股份有限公司 - 持股6.76%
- 榆林市兴昌投资有限公司 - 持股6.42%
- 齐商银行股份有限公司 - 持股5.48%

## 逸闻
长安银行作为陕西省的城商行同时也是山东省城市商业银行合作联盟的成员。